# Sant Miquel de l'Albiol
Sant Miquel és una església protegida com a bé cultural d'interès local al nucli de l'Albiol (Baix Camp). Es va construir a finals del segle xviii i va ser executada amb una sola nau amb capelles obertes entre els contraforts. Es diu que l'altar major procedia del convent de Sant Francesc de Reus i actualment té una talla de Sant Miquel Arcàngel que podria ser del segle xviii. Església probablement de l'època de l'enderrocament del castell el 1654. Algunes esteles decorades, procedents de l'antic fossar, es troben decorant les tàpies de l'actual cementiri.
Edifici d'una nau amb capelles laterals i capçalera plana. L'església és formada per tres trams més el presbiteri. Coberta amb volta de canó amb llunetes i teulada a dues vessants. La torre del campanar està situada als peus, en el costat de l'epístola. Construcció bastida amb paredat i arrebossada. El portal major és una arcada adovellada de mig punt suportada per pilastres amb capitells clàssics.